# ニュースウェーブABC
『ニュースウェーブABC』は、朝日放送テレビ（ABCテレビ）で1987年10月19日から1989年9月29日までに放送された平日夕方の関西ローカルワイドニュース番組。放送時間は18:00 - 18:42。

## 概要
- 同時期に開始した全国ニュースの『ニュースシャトル』が19:20からの放送だったため、当番組は本格的な大型のローカルワイドニュースとしてスタートした。
- 京都・神戸支局に番組のためのサテライトスタジオを設置して、支局レポートを伝えていた[3]。
- 番組のキャスターは当時アナウンサーだった中原秀一郎と、『たいむ6』に引き続いて永井由起子が務めた。番組の予告編の決まり文句として、「ニュースのようで、ニュースでない。でもやっぱりニュースなんです」というフレーズがあった。スタジオセットは『ニュースステーション』を模したリビング風の大がかりなセット[4]で、各曜日の「ニュースパーソナリティ」としてコメンテーターも起用。様々なジャンルの人物が登場し、その中には当時ABCラジオのパーソナリティとして人気を博していた歌手のやしきたかじんもいた。
- 同時刻には『パオパオチャンネル』が放送されていたが、ABCはネットを断り、その代わりとして『ピッカピカ音楽館』をミニ番組として別枠で放送した。なお、同番組についてはANNの大半の局がネットを拒み[5]、西日本地域では『ピッカピカ音楽館』以外放送されていなかった。
- 一時は、本編に続いて『ニュースウェーブα』というミニ番組を放送していた。
- 『ニュースシャトル』の開始時刻が18:00にまで繰り上がった1989年4月3日からは、当番組を18:20から放送するとともに、ストレートニュース主体の内容に一新、同年9月29日まで半年間放送された。そして、全国ニュースが『600ステーション』になった10月2日からは、同番組の関西ローカルパートとして、当番組に代わって『600ステーションABC』が放送された。

## 出演者
◎：出演時点で朝日放送のアナウンサー

### メインキャスター
- 中原秀一郎◎（後に編成局専任部長などを歴任）
- 永井由起子

### ニュースパーソナリティ
- 平野鷹子（月曜日）
- 若一光司（火曜日）
- 成瀬國晴（水曜日）
- 小島由美子（木曜日）
- やしきたかじん（金曜日）

### その他
- 中村薫（気象キャスター）
- 中村千絵
- 芦沢誠◎（『ニュースウェーブα』進行担当→2023年度以降も「シニアアナウンサー」として朝日放送テレビに在籍）
- 中川京子（『ニュースウェーブα』進行担当）
- 加瀬征弘◎（後に朝日放送→朝日放送テレビのアナウンス部長を歴任）
- 宮根誠司◎（現在はフリーアナウンサー）